# Douglas Grolli
Douglas Ricardo Grolli, genannt Douglas Grolli, (* 5. Oktober 1989 in São Miguel do Oeste, SC) ist ein brasilianischer Fußballspieler.

## Karriere
Grolli begann seine Karriere 2008 bei seinem Jugendverein Chapecoense aus Chapecó. Er schaffte 2011 den Sprung in das Erstligateam von Grêmio FBPA. Hier gelang ihm aber nicht der Durchbruch, so dass er ab 2013 an verschiedene unterklassige Vereine ausgeliehen wurde. Im Frühjahr 2015 wurde er dann vom Cruzeiro EC aus Belo Horizonte eingekauft. Hier kam er in der Série A 2015 zu zwei Einsätzen. Für die Série A 2016 verlieh Cruzeiro Grolli an den Ligakonkurrenten AA Ponte Preta. Bei diesem erzielte er sein erstes Tor in der Série A. Im Spiel gegen Sport Recife am 10. Juli 2016 traf er in der 79. Minute zum 2:1-Entstand.
Am 14. Dezember 2016 wurde bekannt, dass Grolli durch Cruzeiro auch für die Série A 2017 ausgeliehen wurde. Seine nächste Station war sein Jugendverein Chapecoense. Die Leihe soll bis Ende 2017 gehen und Cruzeiro wird in der Zeit ca. 80 % des Gehaltes von Grolli übernehmen. Dieses war eine Maßnahme aus der angekündigten Hilfe für Chapecoense nach dem Absturz von Flug LaMia-Flug 2933. Am Ende der Leihe endete auch der Kontrakt von Grolli mit Cruzeiro.
Anfang 2018 unterschrieb Grolli einen neuen Vertrag beim EC Bahia. Der Vertrag erhielt eine Laufzeit bis Ende 2018, mit der Option auf eine Verlängerung um ein Jahr. Die Verlängerungsoption wurde von Bahia nicht gezogen und Grolli wechselte im Januar 2019 nach Portugal zu Marítimo Funchal. Sein erstes Spiel für Marítimo bestritt Grolli in der Primeira Liga. Am 21. Spieltag der Saison 2018/19, den 9. Februar 2019, stand er im Heimspiel gegen Desportivo Aves in der Startelf.
Im Februar 2020 wechselte er nach Japan. Hier unterschrieb er einen Vertrag bei Avispa Fukuoka. Der Verein aus Fukuoka spielt in der zweiten Liga des Landes, der J2 League. Ende 2020 wurde er mit dem Verein Vizemeister und stieg in die erste Liga auf. Am 4. November 2023 stand er mit Avispa im Finale des Ligapokals. Hier besiegte man die Urawa Red Diamonds mit 2:1. Im November 2023 konnte Grolli mit dem Klub den Erfolg im J.League Cup 2023 feiern. Nach 136 Ligaspielen wechselte er im Januar 2025 nach Portugal zum Zweitligisten Portimonense SC.

## Erfolge
Chapecoense
- Staatsmeisterschaft von Santa Catarina: 2011, 2017

Londrina
- Staatsmeisterschaft von Paraná: 2014

Bahia
- Staatsmeisterschaft von Bahia: 2018

Avispa Fukuoka
- Japanischer Zweitligameister: 2020
- Japanischer Ligapokalsieger: 2023